# Tetske Blinker
Tetske Blinker is een personage uit de televisiereeks Hallo België!. Ze werd gespeeld door Lone van Roosendaal. Zij was een vast personage van 2003 tot 2004.

## Personage
Ko en Tetske Blinker zijn de Nederlandse buren van Roger Van Mechelen. Tetske is een gepensioneerde stripteaseuse uit de nachtclub Piroshka. Nu komt ze met haar baas Ko in België wonen. Tetske is nogal ironisch en radicaal. Ondanks haar pensioen zal ze toch proberen om Roger te verleiden. Ze is bezeten door haar twee honden Pinky en Ponky. Ze komt meestal bijzonder lawaaierig binnen met haar bekende ‘Hallo België!’. Tetske heeft meestal bevliegingen die haar nieuwe hobby worden, eerst kunstenares en violiste, dan volgt ze weer een dieet en haalt ze een 25m zwemdiploma, waarvoor ze dure privélessen volgt.
Maar zo'n groot creatief en artistiek talent is Tetske niet.
Ze betrapt haar man Ko vaak met een andere vrouw, wanneer ze op vakantie gaat en onverwacht niet vertrekt.
Tetske heeft een speciale tongval:
- Ik doet het niet - ik doe het niet
- Ik gaat wel - ik ga wel

Verder heeft ze wat problemen met sommige woorden:
- viagara - viagra
- depro - depri
- transpireus - transpirant
- Homo- Humo
- libidus - libido

Tijdens hun vakantie in Zuid-Afrika besluiten ze om daar te blijven, hun villa verkopen ze aan hun Nederlandse vrienden  Bert en Bea Bluts.

## Uiterlijk
- opvallend gekleed
- blond haar

## Catch phrase
- Hallo België!